# Shin'ya Tomita
Shin'ya Tomita (冨田 晋矢 Tomita Shin'ya?, nacido el 8 de mayo de 1980 en Kioto) es un exfutbolista japonés. Jugaba de centrocampista y su último club fue el FC Mi-O Biwako Kusatsu de Japón.

## Trayectoria

### Clubes
| Club                   | País  | Año         |
| ---------------------- | ----- | ----------- |
| Kyoto Purple Sanga     | Japón | 1999 - 2005 |
| Arte Takasaki          | Japón | 2006        |
| FC Mi-O Biwako Kusatsu | Japón | 2007 - 2008 |

## Palmarés

### Títulos nacionales
| Título             | Club               | País  | Año  |
| ------------------ | ------------------ | ----- | ---- |
| Copa del Emperador | Kyoto Purple Sanga | Japón | 2002 |